# Joseph Terzi
Joseph, marquis Terzi (Giuseppe, Marchese Terzi), né en 1790 à Bergame et mort le 9 avril 1819 à Milan, est un militaire, peintre et écrivain italien.

## Biographie
De la famille Terzi (it) de Bergame, fils de Luigi, Marchese Terzi, et petit-fils du comte Ludwig von Canal (de), Joseph Terzi passe sa jeunesse entre le monde agricole, l'art et la littérature.
Lorsque Napoléon Bonaparte appelle à ses armées de la jeune progéniture d'Italie, Terzi et son frère Pietro (1780-1812) ont été affectés à la garde d'honneur du Consul. Il sert en tant qu'officier durant la campagne de Russie, où il a subi un sort tragique qui a inauguré la chute du conquérant. 40 000 Italiens sont morts sur les champs de bataille de l'Empire tsariste. Terzi, malade et épuisé, est fait prisonnier et est d'abord retenu à Vilnius, en résidence surveillée au sein de la famille aristocratique Zenkovič, où il reçoit les soins médicaux nécessaires de la part des moines, lui permettant de retrouver des forces. 
Conduit ensuite à Saint-Pétersbourg grâce à l'intervention de l'architecte Giacomo Quarenghi, il n'est pas autorisé à envoyer de messages à ses proches ou à recevoir des lettres à son domicile. Durant cette captivité, Terzi reprend sa passion pour la peinture, pratiquée dans sa jeunesse. Réalisant plusieurs portraits, sa réputation d'artiste arrive à la princesse Elisaveta Mikhaïlovna Galitzina, qui lui demande de lui peindre son portrait. Le tableau plu tellement que le prisonnier de guerre qu'il est gagna l'accès libre au salon de la princesse. Sa bonne éducation, son talent et son propre art amène son rapprochement avec la jeune princesse et, à la suite de la paix entre la Russie et la France en 1814, Terzi regagne sa liberté et l'épouse. La princesse Elisaveta Galitzina était la fille du prince Mikhail Galitzine (frère du général Boris Andreevich Golitsyn (en)) et de Praskovia Shuvalova (ru) (fille du comte Andreï Petrovitch Chouvalov). Elle est également la sœur des généraux Andreï Mikhailovich Golitsyne (ru) et de Mikhaïl Mikhaïlovitch Golitsyne (ru).
Pour remercier les moines de Vilnius de leurs soins, il réalise une grande peinture représentant Saint Vincent Ferrier qu'il leur offre.

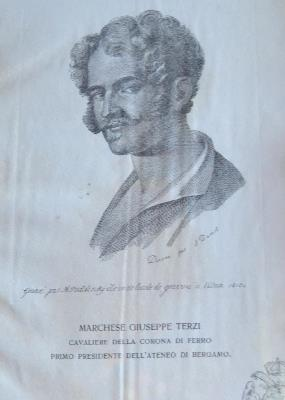
Marchese Giuseppe Terzi.

Rentré en Lombardie, dans son Palazzo Terzi, qui devient un véritable "coin de la Russie à Bergame", il reprend son activité d'écrivain et de peintre. Il accueille l'empereur d'Autriche lors d'une visite à Bergame, recevant le titre de chambellan de Sa Majesté. Il est également nommé premier président de l'Ateneo di Bergamo par la suite.
Terzi se fait particulièrement une réputation dans les miniatures, dont un grand nombre est entré en possession de sa famille et de ses amis. Il avait déjà droit aux meilleurs espoirs quand il succomba d'une maladie soudaine, à l'âge de vingt-neuf ans.
Sa fille, Maria Terzi, épousera le comte Ercole Oldofredi Tadini. Son fils, Louis Alexis Terzi, épousera sa cousine germaine, Marie de Caumont La Force.

## Sources
- "Terzi, Joseph", in: Biographisches Lexikon des Kaiserthums Oesterreich
- Tipaldo (Emilio de). Biografìa degli Italiani illustri nelle scienze, lettere ed arti del secolo XVIII e de’ contemporanei (Venezia 1835, tipografia [20] di Alvisopoli, gr. 8°.) tomo II, p. 283.
- Bennassù Montanari, In morte del Marchese G. Terzi di Bergamo, elegia, 1820
- Giuseppe Terzi